# Domaine de la Solitude

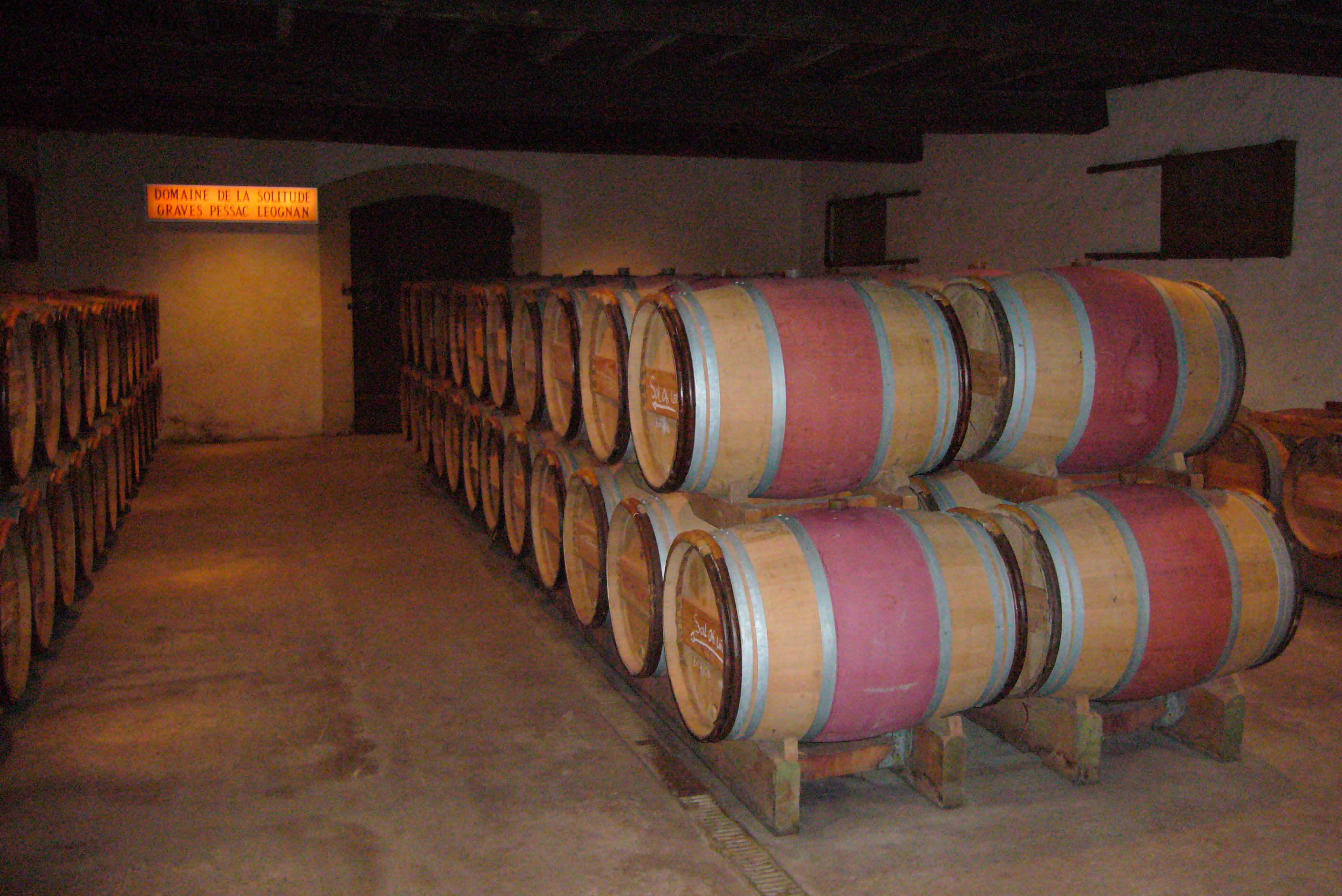
Caves des vins rouges du domaine de la Solitude.

Le domaine de la Solitude est un couvent et un domaine viticole de Martillac en Gironde et est situé en AOC pessac-léognan.

## Histoire du domaine
En 1831, l'abbé Pierre-Bienvenu Noailles acquiert cette propriété pour y implanter la congrégation qu'il a fondée en 1820, les Sœurs de la Sainte Famille de Bordeaux. À sa mort, les « sœurs agricoles », tout en gérant l'orphelinat, créent le vignoble. La Congrégation de la Sainte Famille confie en 1993 l'exploitation du vignoble à la famille Bernard, propriétaire du Domaine de Chevalier, pour une durée de 40 ans.
La tombe de l'abbé Noailles se trouve dans l'enceinte du domaine, à l'intérieur de la chapelle.
En avril 1879, une vaste bâtisse est construite pour l’accueil et les retraites. Elle abrite aussi des sœurs âgées.

## Le terroir
Le terroir est constitué de sables noirs et graves blanches.

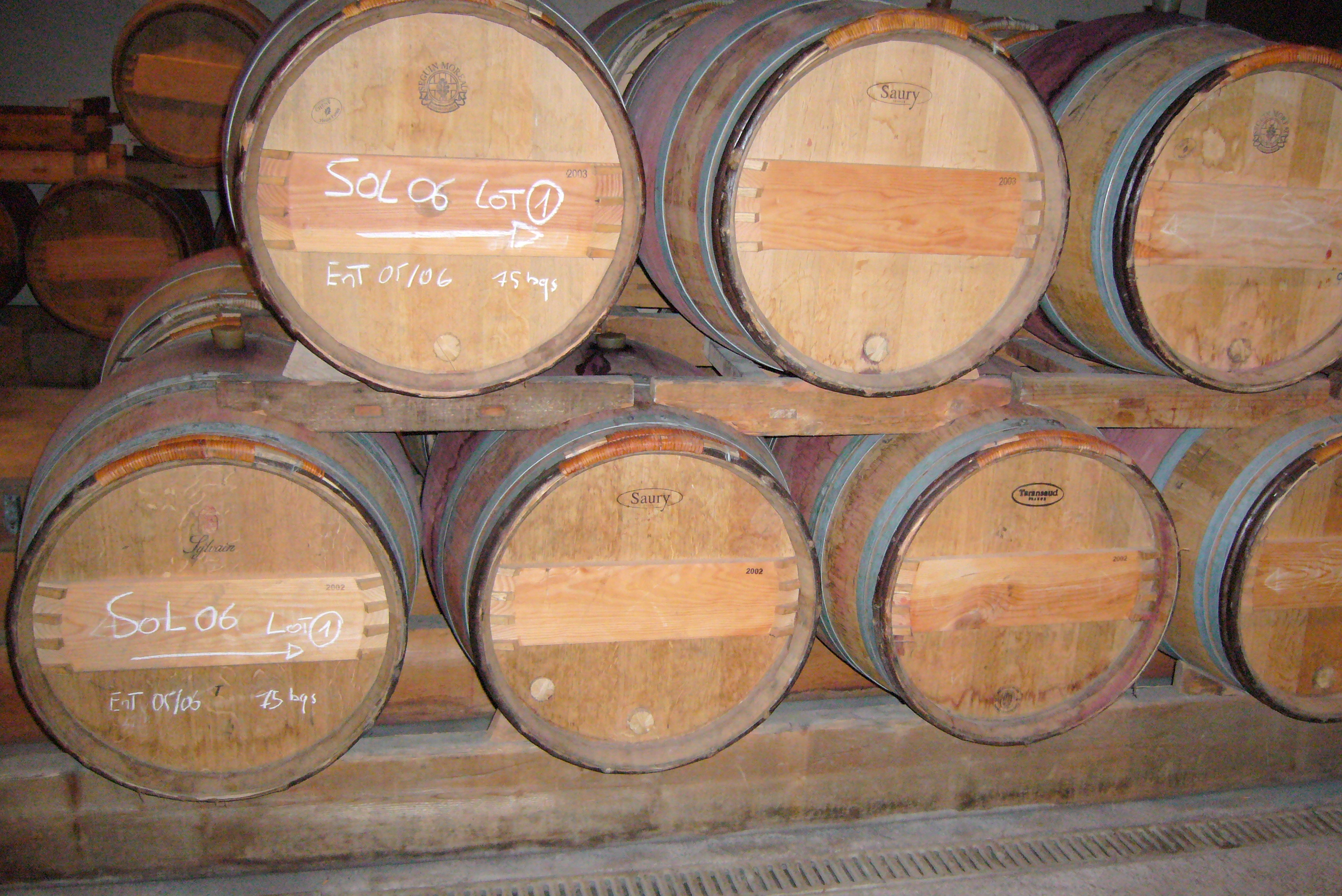
Cuvée 2006 rouge, domaine de la Solitude.

## Le vin
Les vendanges sont entièrement manuelles et mise en cagettes pour ne pas écraser les grappes lors du transport. Le domaine utilise des cuves thermorégulées en acier inoxydable.